# Samba Sow
Samba Sow (ur. 29 kwietnia 1989 w Bamako) – malijski piłkarz, który grał na pozycji defensywnego pomocnika. W latach 2009–2017 reprezentant Mali.

## Kariera klubowa
Sow pochodzi ze stolicy Mali, Bamako. W młodym wieku wyemigrował do Francji, gdzie rozpoczął karierę piłkarską w amatorskim klubie US Torcy. Następnie rozpoczął treningi w RC Lens, a od 2006 roku zaczął grać w czwartoligowych rezerwach tego klubu. W 2009 roku awansował do kadry pierwszego zespołu, a 22 maja 2009 zadebiutował w Ligue 2 w przegranym 0:1 domowym meczu z US Boulogne. Wiosną 2009 awansował z Lens do Ligue 1, a w sezonie 2009/2010 stał się podstawowym zawodnikiem drużyny. W 2013 roku przeszedł do Karabüksporu, a w 2015 do Kayserisporu. W latach 2017–2019 grał w Dinamie Moskwa, a w latach 2019-2021 w Nottingham Forest. 1 lipca 2021 roku rozwiązał kontrakt z klubem. We wrześniu 2021 przeniósł się do RC Lens B. 
1 lipca 2022 roku zakończył piłkarską karierę.
| Sezon   | Klub              | Kraj    | Rozgrywki                         | Mecze | Bramki | Rozgrywki Europy | Mecze | Bramki |
| ------- | ----------------- | ------- | --------------------------------- | ----- | ------ | ---------------- | ----- | ------ |
| 2006/07 | RC Lens B         | Francja | CFA                               | 1     | 0      | -                | -     | -      |
| 2007/08 | RC Lens B         | Francja | CFA                               | 1     | 0      | -                | -     | -      |
| 2008/09 | RC Lens B         | Francja | CFA                               | 23    | 3      | -                | -     | -      |
| 2008/09 | RC Lens           | Francja | Ligue 1                           | 1     | 0      | -                | -     | -      |
| 2009/10 | RC Lens           | Francja | Ligue 1                           | 31    | 1      | -                | -     | -      |
| 2010/11 | RC Lens           | Francja | Ligue 1                           | 10    | 0      | -                | -     | -      |
| 2011/12 | RC Lens           | Francja | Ligue 2                           | 23    | 0      | -                | -     | -      |
| 2012/13 | RC Lens           | Francja | Ligue 2                           | 15    | 0      | -                | -     | -      |
| 2013/14 | Karabükspor       | Turcja  | Süper Lig                         | 32    | 0      | -                | -     | -      |
| 2014/15 | Karabükspor       | Turcja  | Süper Lig                         | 18    | 1      | Liga Europy UEFA | 4     | 0      |
| 2015/16 | Kayserispor       | Turcja  | Süper Lig                         | 16    | 1      | -                | -     | -      |
| 2016/17 | Kayserispor       | Turcja  | Süper Lig                         | 25    | 2      | -                | -     | -      |
| 2017/18 | Dinamo Moskwa     | Rosja   | Priemjer-Liga                     | 23    | 0      | -                | -     | -      |
| 2018/19 | Dinamo Moskwa     | Rosja   | Priemjer-Liga                     | 17    | 0      | -                | -     | -      |
| 2019/20 | Dinamo Moskwa     | Rosja   | Priemjer-Liga                     | 1     | 0      | -                | -     | -      |
| 2019/20 | Nottingham Forest | Anglia  | EFL Championship                  | 25    | 0      | -                | -     | -      |
| 2020/21 | Nottingham Forest | Anglia  | EFL Championship                  | 15    | 0      | -                | -     | -      |
| 2021/22 | RC Lens B         | Francja | Championnat National 2 - Groupe B | 10    | 0      | -                | -     | -      |

Stan na: koniec sezonu 2021/2022

## Kariera reprezentacyjna
W reprezentacji Mali Sow zadebiutował 27 grudnia 2009 w przegranym 0:1 towarzyskim spotkaniu z Koreą Północną. W 2010 roku został powołany do kadry na Puchar Narodów Afryki 2010. Rozegrał łącznie cztery występy w międzynarodowych turniejach. W Pucharze Narodów Afryki w 2010, 2012, 2013 i 2017.
W reprezentacji Mali w latach 2009-2017 wystąpił w 36 meczach i zaliczył 2 bramki.